# Højbjerg (Aarhus)

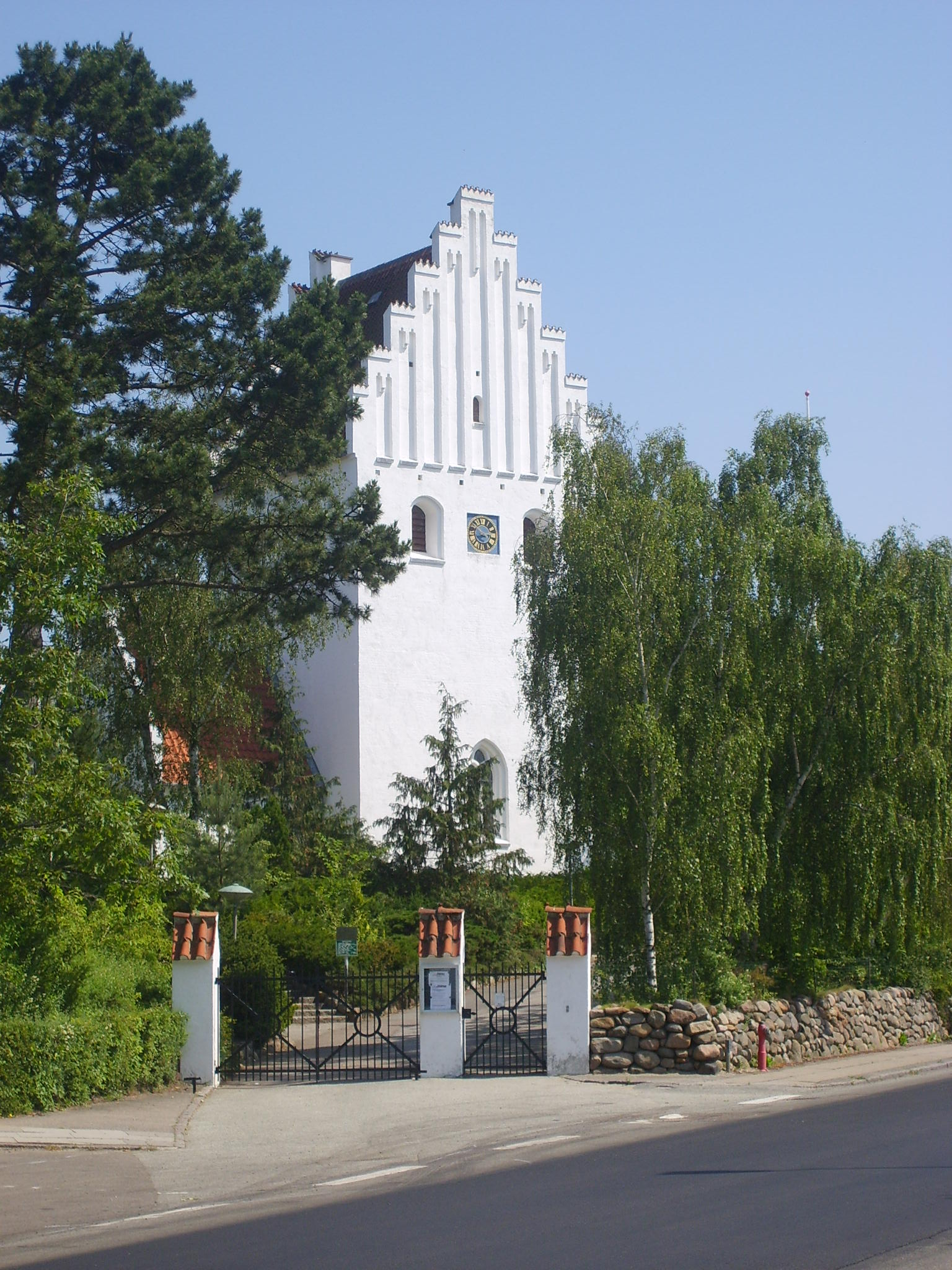
Kerk in Højbjerg

Højbjerg is een district in het zuidelijke deel van de Deense stad Aarhus. Hier wonen ongeveer 22.000 inwoners. Højbjerg ligt op 5 kilometer afstand van het centrum Aarhus en bestaat uit bossen, stranden, groene zones en een hertenpark. Het Moesgård Museum is hier te vinden.